# Берк-стрит (картина)
«Берк-стрит» (англ. Bourke Street; авторское название англ. Allegro con brio, Bourke Street west) — картина австралийского художника Тома Робертса, написанная в 1886 году. Находится в Национальной галерее Австралии в Канберре. На картине изображена западная часть одной из центральных улиц Мельбурна Берк-стрит, названную в честь губернатора Нового Южного Уэльса в 1831—1837 годах Ричарда Берка.

## Описание
Работа была написана через несколько месяцев после возвращения Робертса в Австралию в 1885 году, после того как он провёл четыре года в Европе. Картина изображает Берк-стрит в Мельбурне, бывшую в то время торговой улицей (ныне одна из центральных улиц города), в частности на ней проходила торговля лошадьми. Робертс рисовал с балкона универсального магазина Buckley & Nunn.
Полотно не выставлялось до 1890 года, и всего за пять дней до показа художник добавил три женские фигуры в нижний левый угол картины.

## История
Робертс не смог найти покупателя и передал картину своему коллеге-художнику Фредерику Мак-Каббину. В 1920 году вдова Мак-Каббина продала картину Национальной библиотеке Австралии и Национальной галерее Австралии за 20 гиней, передав вырученные средства Робертсу, который в то время находился в Лондоне.